# Célula espinosa

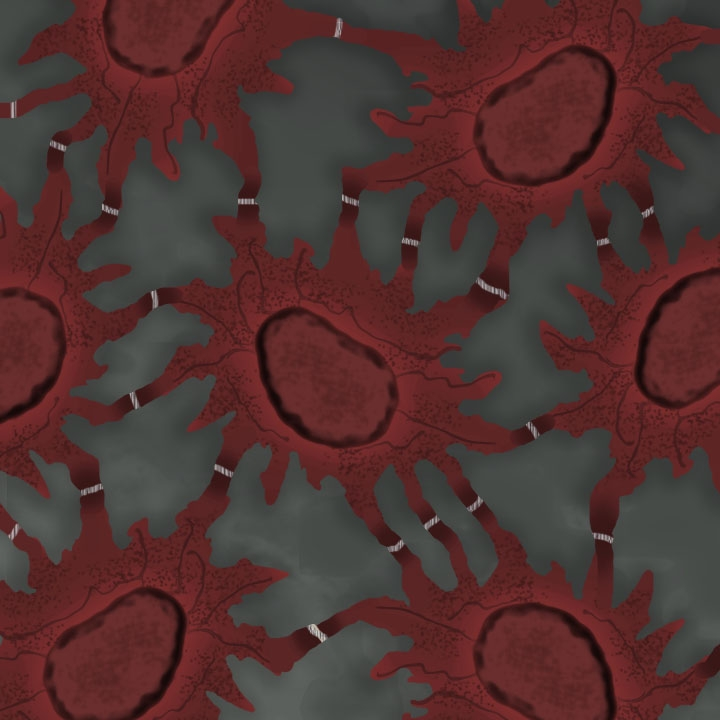
Dibujo esquemático de células espinosas

Las células espinosas son células epidérmicas productoras de queratina, llevan este nombre por su apariencia espinosa, debida a sus numerosas conexiones intracelulares. Forman el estrato espinoso (capa espinosa) de la epidermis y proporcionan una capa de protección continua similar a una red para el tejido subyacente. Son susceptibles a mutaciones provocadas por la luz solar y pueden volverse  malignas.

## Características

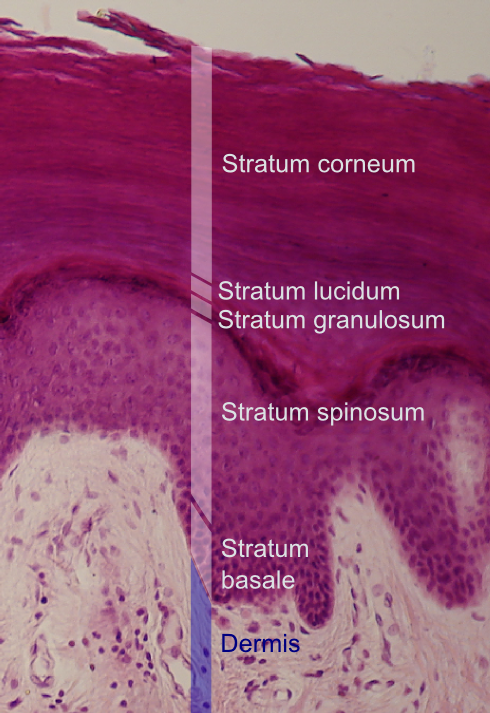
Imagen histológica que muestra una sección de epidermis. Estrato espinoso marcado ligeramente por debajo del centro.

Su aspecto «espinoso» se debe a la contracción de los microfilamentos entre los desmosomass, que se produce cuando se tiñen con tinción hematoxilina-eosina.

Las células espinosas se encuentran en las capas superficiales de la piel. Se encuentran en el estrato espinoso, que se encuentra por encima del estrato basal y por debajo del estrato granuloso de la epidermis. Las células espinosas están dispuestas en varias capas de espesor para formar una cubierta similar a una red.

## Origen
Las células espinosas se originan a través de la mitosis en la capa basal (también conocida como capa germinativa). Son empujadas hacia arriba en el estrato espinoso por la formación continua de nuevas células en la capa basal. Llegan a la capa más externa de la piel como células muertas aplanadas que se desprenden a diario. El viaje desde el origen hasta el tope toma de 25 a 45 días.

## Función
Las células espinosas sirven como una barrera física y biológica para el medio ambiente, evitando la penetración de irritantes y alérgenos y la pérdida de agua mientras mantienen la homeostasis interna. Logran esto de dos maneras. Primero, son queratinocitos (células de queratina) cuya función principal es producir queratina, una proteína estructural fuerte. La queratina se acumula dentro de cada célula espinosa a medida que asciende a través de las capas de la epidermis, hasta que la célula se llena casi por completo con queratina endurecida (queratinización). En segundo lugar, las células están unidas a través de su citoplasma por filamentos de queratina que forman conexiones de célula a célula (desmosomas).

## Cáncer
El carcinoma de células escamosas (carcinoma de células espinosas) es relativamente común en personas mayores de 60 años, con piel clara y antecedentes de exposición solar prolongada. No es tan conocido como otros cánceres de piel porque es menos probable que haga metástasis, pero puede ser igual de mortal si no se trata.